# Empora
Empora je naziv za galeriju koja se nalazi iznad bočnih brodova u građevinama bazilikalnog tlocrta, otvorenu prema središnjem brodu.
U početku uglavnom služi kao mjesto za žene i redovnice - matronej, a kasnije za dvor i odličnike.
Otvor empore prema glavnom brodu ili koru često nose stupovi s lukovima (arkade). Empora je nastala kao posljedica istočnjačkog shvaćanja o potrebi odvajanja ženskih od muških vjernika u sinagogama, džamijama i kršćanskim crkvama u kojima se mjestimice taj običaj sačuvao do danas.
Najstarije empore nalazimo u bazilikama, bizantskim crkvama (san Vitale, Ravena, oko 547. god.) i ranosrednjevjekovnim karolinškim crkvama (Aachen), no osobito je učestala u francuskim romaničkim crkvama od 11. st. nadalje, osobito u Normandiji, odakle je preuzimaju Englezi. Česte su i u romanici Porajnja i Lombardije.
Svojim raščlambama masivnih zidova, empore usmjeravaju razvoj crkvene arhitekture prema gotici, u kojoj su otvorene tribine, često kao triforiji povrh bočnih brodova jadan od tipičnih elemenata.
U gotičkim i baroknim crkvama na prostranoj empori obično iznad ulaza nalazi se pjavalište s orguljama.